# Guepiniopsis buccina
Guepiniopsis buccina är en svampart som först beskrevs av Christiaan Hendrik Persoon, och fick sitt nu gällande namn av L.L. Kenn. 1959. Guepiniopsis buccina ingår i släktet Guepiniopsis,  och familjen Dacrymycetaceae.   Inga underarter finns listade.

## Källor

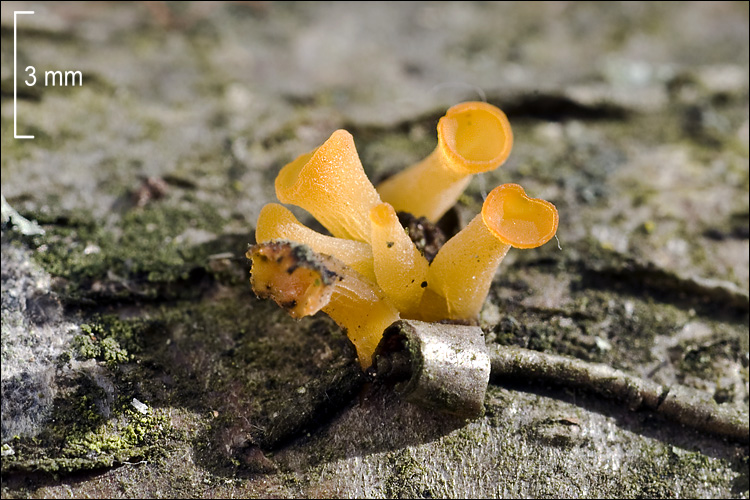